# Der Bettelstudent (1956)
Der Bettelstudent ist eine deutsche Operettenverfilmung von Werner Jacobs aus dem Jahr 1956. Die Uraufführung fand am 18. Dezember 1956 im Stuttgarter Universum statt.

## Handlung
Rittmeister Symon Rymanowicz und Leutnant Jan Janicki sind als Studenten verkleidet auf dem Weg nach Krakau. Hier wollen sie mit anderen Studenten Herzog Adam aus dem Gefängnis befreien. Dieser wurde vom neuen Stadtkommandanten Oberst Ollendorf inhaftiert. In Krakau treffen sie auf die junge Katja, mit der sie in ein Lokal einkehren. Sie sollen hier ihren Säbel abgeben, ist Studenten doch auf Ollendorfs Weisung das Tragen von Waffen verboten. Zahlreiche Studenten wurden von Ollendorf bereits inhaftiert. Symon und Jan weigern sich, ihre Waffen abzulegen, was den Gästen des Lokals imponiert. Als Katja von einem Cornett bedrängt wird, fordert ihn Symon. Im folgenden Zweikampf wird der Cornett entwaffnet und Katja nimmt seine Identität an. Sie soll unter Ollendorfs Männern für die Studenten spionieren.
Es findet ein großer Ball statt, zu der Ollendorf die verarmte Gräfin Palmatica und ihre Töchter Laura und Bronislawa eingeladen hat. Er hofft, Lauras Herz zu gewinnen, doch schlägt die ihn vor allen Augen mit ihrem Fächer, als er sie auf die Schulter küsst. Als Ollendorf bewusst wird, dass sie ihn nur wegen seines niederen Standes ablehnt, schwört er Rache. Zunächst jedoch blamieren sich seine Männer, haben Katja und Mira doch während des Balls alle Säbel der Soldaten entwendet und zusammen mit Niespulver an die Studenten weitergegeben. Die finden sich vor dem Schloss ein und liefern sich ein Scharmützel mit den Soldaten. Am Ende flüchten Symon und Jan auf einen Wagen, der sich als Proviantwagen des Gefängnisses entpuppt. Gefängniswärter Enterich will beide schon verhaften, als Ollendorf erscheint. Er nimmt Symon, Jan und Enterich mit sich, um seinen Racheplan umzusetzen: Symon soll sich als reicher Fürst Wybicki ausgeben und eine Dame der Gesellschaft zu einer Heirat bewegen. Jan gibt sich als sein Sekretär aus und Enterich soll auf beide aufpassen.
Symon weiß zunächst nicht, dass er Laura umgarnen soll, in die er sich sowieso schon verliebt hat. Als Ollendorf ihm Laura als das geplante Opfer zeigt, ist er entsetzt, will er doch eine Frau, die er liebt, nicht betrügen. Jan hat sich unterdessen in die ständig hungrige Bronislawa verliebt.
Es gelingt beiden Männern, mit Katjas und Miras Hilfe sämtliche gefangene Studenten zu befreien. Die Hochzeit zwischen Symon und Laura findet statt und kurz darauf lässt Ollendorf durch Enterich Dutzende Bettler im Hochzeitssaal erscheinen, die Symon als ihren Mitkumpan ausgeben. Noch bevor Gräfin Palmatica in Ohnmacht fallen kann, beginnen die Kirchglocken zu läuten. Der Aufstand der Studenten war erfolgreich, Herzog Adam ist befreit und hat Symon zum neuen Statthalter ernannt. Da er ihn zudem in den Grafenstand erhoben hat, ist die Ehe zwischen Symon und Laura nun standesgemäß. Auch Jan und Bronislawa werden endgültig ein Paar; Ollendorf wiederum entgeht der Verhaftung, da die Gräfin Palmatica ein Wort für ihn einlegt.

## Kritik
Der film-dienst bezeichnete Der Bettelstudent als „Schw[a]nk[…], garniert mit einzelnen Musikresten […] ohne Schwung, Laune und zündende Musik […]. Die Scherze werden aus dem Repertoire des Klamauks bezogen, gespielt wird recht beiläufig. Das Ganze ist dürftige Unterhaltung, ein lahmer Zwitter, der sich nicht mehr an den musikalischen Schwung echter Operetten wagt, aber sich auch nicht ganz von diesem Vorbild zu lösen verstand. Ein banales Spielchen um recht matte Verkleidungsscherze mit sehr viel unvermittelter Liebe.“
Das 1991 von film-dienst veröffentlichte Lexikon des internationalen Films sah hier „Millöckers Operette in einer vergröberten, auch musikalisch wenig ansprechenden Film-Neufassung“.
Cinema bezeichnete den Film als „weniger charmant als die Version von 1936 mit Marika Rökk. Fazit: Viele Rüschen, aber keine Spitzen.“